# 长叶棋子豆
长叶棋子豆（学名：Cylindrokelupha alternifoliolata）为豆科棋子豆属下的一个种。

## 扩展阅读
- 維基物種上的相關：长叶棋子豆